# اتحادیه فوتبال عراق
اتحادیه فوتبال عراق (در عربی: اتحاد العراق لکرة القدم) نهاد اداره‌کننده ورزش فوتبال در کشور عراق است. این نهاد در سال ۱۹۴۸ میلادی پایه‌گذاری شد و نهایتاً در سال ۱۹۵۰ میلادی به عضویت فیفا درآمد.
اتحادیه فوتبال عراق عضو کنفدراسیون فوتبال آسیا است و مسئولیت سازمان‌دهی تیم ملی فوتبال عراق را برعهده دارد.

## تعلیق موقت در سال ۲۰۰۸
در تاریخ ۲۶ مه ۲۰۰۸، کمیته اجرایی فیفا در واکنش به اقدام دولت عراق در انحلال کمیته ملی المپیک و کلیه فدراسیون‌های ورزشی آن کشور، از جمله فدراسیون فوتبال، عضویت فدراسیون فوتبال عراق در فیفا را به مدت یکسال به حال تعلیق درآورد.
در واکنش، دولت عراق با فرستادن نامه‌ای رسمی به فیفا تصریح کرد که «دخالتی در کار فدراسیون فوتبال این کشور نخواهد کرد». نهایتاً فیفا در تاریخ ۲۹ مه ۲۰۰۸ با تعلیق تصمیم قبلی خود، به‌طور موقت تعلیقی را که سه روز پیش ازآن بر فوتبال عراق اعمال کرده بود را لغو کرد.